# Ron Vlaar
Ron Peter Vlaar nascut el 16 de febrer de 1985) és un futbolista neerlandès que juga com a defensa central i capità de l'Aston Villa a la Premier League. Vlaar és també un habitual defensa central de la selecció neerlandesa.
El 13 de maig de 2014 va ser inclòs per l'entrenador de la selecció dels Països Baixos, Louis Van Gaal, a la llista preliminar de 30 jugadors per representar aquest país a la Copa del Món de Futbol de 2014 al Brasil. Finalment va ser confirmat en la nòmina definitiva de 23 jugadors el 31 de maig.